# Rumkale
Qal’at al-Rum, arabski: قلعة الروم, kurdyjski: Hromkla, syriacki: Qal’ah Rumita, turecki: Rumkale, ormiański: Հռոմկլա – nazwa zamku na Eufracie, położonego 50 km na zachód od miasta Şanlıurfa. W dosłownym tłumaczeniu, w każdym z tych języków nazwa oznacza: „Zamek Rzymian”.
Strategiczne położenie tych terenów było znane już Asyryjczykom, ale ruiny które zachowały się do czasów dzisiejszych w przeważającej części pochodzą z czasów bizantyjskich i ormiańskich. Po wycofaniu się Bizancjum z tych terenów w XI wieku zamek został opanowany przez Ormian po czym przypadł łacińskim hrabiom Edessy. Krzyżowcy nazywali go „Ranculat”. Ormianie wkrótce odzyskali zamek i od 1151 roku do 1292 roku Hromkla była siedzibą katolikosa Apostolskiego Kościoła Ormiańskiego. W 1292 roku twierdza została zdobyta przez egipskich Mameluków, którzy nazwali swą zdobycz „Qal’at al-Muslimin”, ale nazwa ta nie utrzymała się.